# Saint-Martin-du-Vieux-Bellême
 Saint-Martin-du-Vieux-Bellême  es una población y comuna francesa. 

## Ubicación
ituada en la región de Baja Normandía, departamento de Orne, en el distrito de Mortagne-au-Perche y cantón de Bellême.

## Demografía
| 727 | 685 | 603 | 584 | 629 | 653 |
| Para los censos de 1962 a 1999 la población legal corresponde a la población sin duplicidades (Fuente: INSEE [Consultar]) |     |     |     |     |     |